# Igra
Igra je aktivnost jedne ili više osoba koja služi za razonodu i zabavu. Bit igre je postići neki cilj pridržavajući se zadanih pravila.
Igra se, najopćenitije, razlikuje od ručnoga ili intelektualnog plaćenog rada, iako se te dvije aktivnosti u nekim aspektima prepleću. Dobar primjer za izrečenu tvrdnju je sport, koji po svim značajkama pripada kategoriji igara, međutim, u profesionalnim okvirima poprima odlike koje se obično vežu za tradicijsko shvaćanje rada.
Ključne sastavnice igre su motivacija za dostizanje nekog cilja, pravila te interakcija, odnosno, kontakt između sudionika. Mnoge igre upravo poradi pobrojanih elemenata imaju obrazovnu ulogu jer sudionike tjeraju na usvajanje novih znanja i vještina.
Matematička igra je ona čija se pravila, strategija i rezultati mogu proučiti i objasniti matematičkim pravilima.

## Povijest igre
Kako je igra praktično stara koliko i čovječanstvo, može se kazati da je nezaobilazna sastavnica ljudske povijesti. Prve znanstvene, filozofske, etnološke, studije vezane za teorijsko promišljanje igre kao fenomena, pojavljuju se koncem devetnaestog i početkom dvadesetog stoljeća. Jedan od prvih teoretičara igre je austrijski filozof Ludwig Wittgenstein, koji je u svojim Filozofskim istraživanjima zaključio da igru nije moguće definirati jednom sveobuhvatnom definicijom tog pojma, već da je za potpuno razumijevanje biti igre potrebno imati na umu cjeli niz definicija pojedinih segmenata tog pojma.

## Vrste igara
Podjela igara s obzirom na predmete koji se koriste u igri:
- Igra na ploči
- Igra s kartama
- Igra s loptom
- Govorna igra
- Igra s olovkom i papirom
- Igra igranja uloga
- Računalna igra
- Igra s kockama
- Enigmatika